# Montiaceae
Classification APG III (2009)
Famille
Les Montiaceae (Montiacées) sont une famille de plantes dicotylédones. 
Ce sont des plantes herbacées et des arbustes, glabres, à feuilles souvent combinées en rosettes, originaires d’Amérique et d’Océanie.
Certaines espèces sont utilisées comme plantes ornementales et d’autres comme plantes alimentaires.

## Étymologie
Le nom vient du genre type Montia nommé en hommage au botaniste italien Giuseppe Monti (1682–1760),
professeur et directeur du jardin botanique de Bologne.

## Liste des genres
Selon NCBI (24 Juillet 2023) :
- Calandrinia
- Calyptridium (en)
- Cistanthe (en)
- Claytonia
- Hectorella
- Lenzia
- Lewisia
- Lewisiopsis (en)
- Lyallia
- Montia
- Montiopsis (es)
- Parakeelya
- Phemeranthus
- Silvaea

À part Montia, l'Angiosperm Phylogeny Website (3 mai 2010) et le NCBI (3 mai 2010) plaçaient ces genres dans la famille des Portulacaceae.

Selon GRIN (3 mai 2010) :
- Calandrinia Kunth
- Claytonia L.
- Lenzia Phil. (espèces inconnues)
- Lewisia Pursh
- Lewisiopsis Govaerts
- Lyallia Hook. f. (espèces inconnues)
- Montia L.
- Phemeranthus Raf.
- Schreiteria Carolin (espèces inconnues)

plus d'autres genres plus ou moins synonymes

## Liste des espèces
Selon NCBI (2 Sep 2010) :
- genre Calandrinia
  - Calandrinia acaulis
  - Calandrinia affinis
  - Calandrinia axilliflora
  - Calandrinia breweri
  - Calandrinia caespitosa
  - Calandrinia caespitosa × Calandrinia compacta
  - Calandrinia carolinii
  - Calandrinia chamissoi
  - Calandrinia ciliata
  - Calandrinia colchaguensis
  - Calandrinia compacta
  - Calandrinia compressa
  - Calandrinia crassifolia
  - Calandrinia discolor
  - Calandrinia feltonii
  - Calandrinia laxiflora
  - Calandrinia menziesii
  - Calandrinia monandra
  - Calandrinia mucronulata
  - Calandrinia oblongifolia
  - Calandrinia speciosa
  - Calandrinia thyrsoidea
  - Calandrinia tricolor
  - Calandrinia villanuevae
- genre Calyptridium
  - Calyptridium monandrum
  - Calyptridium monospermum
  - Calyptridium parryi
  - Calyptridium pulchellum
  - Calyptridium pygmaeum
  - Calyptridium quadripetalum
  - Calyptridium roseum
  - Calyptridium umbellatum
  - Calyptridium umbellatum × Calyptridium monospermum
- genre Cistanthe
  - Cistanthe amaranthoides
  - Cistanthe ambigua
  - Cistanthe arenaria
  - Cistanthe cabrerae
  - Cistanthe calycina
  - Cistanthe aff. calycina Hershkovitz 00-227
  - Cistanthe celosioides
  - Cistanthe cephalophora
  - Cistanthe coquimbensis
  - Cistanthe cymosa
  - Cistanthe aff. cymosa Hershkovitz 00-207
  - Cistanthe densiflora
  - Cistanthe discolor
  - Cistanthe frigida
  - Cistanthe grandiflora
  - Cistanthe guadalupensis
  - Cistanthe humilis
  - Cistanthe humilis × Calandrinia oblongifolia
  - Cistanthe laxiflora
  - Cistanthe longiscapa
  - Cistanthe maritima
  - Cistanthe mucronulata
  - Cistanthe picta
  - Cistanthe salsoloides
  - Cistanthe tweedyi
- genre Claytonia
  - Claytonia acutifolia
  - Claytonia arctica
  - Claytonia arenicola
  - Claytonia caroliniana
  - Claytonia cordifolia
  - Claytonia eschscholtzii
  - Claytonia exigua
  - Claytonia gypsophiloides
  - Claytonia joanneana
  - Claytonia lanceolata
  - Claytonia megarhiza
  - Claytonia nevadensis
  - Claytonia ogilviensis
  - Claytonia palustris
  - Claytonia parviflora
  - Claytonia perfoliata
  - Claytonia porsildii
  - Claytonia rubra
  - Claytonia sarmentosa
  - Claytonia saxosa
  - Claytonia scammaniana
  - Claytonia sibirica
  - Claytonia spathulata
  - Claytonia tuberosa
  - Claytonia umbellata
  - Claytonia virginica
  - Claytonia washingtoniana
- genre Hectorella
  - Hectorella caespitosa
- genre Lenzia
  - Lenzia chamaepitys
- genre Lewisia
  - Lewisia brachycalyx
  - Lewisia cantelovii
  - Lewisia columbiana
  - Lewisia congdonii
  - Lewisia cotyledon
  - Lewisia disepala
  - Lewisia glandulosa
  - Lewisia kelloggii
  - Lewisia leeana
  - Lewisia longipetala
  - Lewisia nevadensis
  - Lewisia oppositifolia
  - Lewisia pygmaea
  - Lewisia rediviva
  - Lewisia serrata
  - Lewisia sierrae
  - Lewisia stebbinsii
  - Lewisia triphylla
- genre Lewisiopsis
  - Lewisiopsis tweedyi
- genre Lyallia
  - Lyallia kerguelensis
- genre Montia
  - Montia angustifolia
  - Montia australasica
  - Montia bostockii
  - Montia calycina
  - Montia campylostigma
  - Montia chamissoi
  - Montia dichotoma
  - Montia diffusa
  - Montia erythrophylla
  - Montia fontana
  - Montia howellii
  - Montia linearis
  - Montia parvifolia
  - Montia racemosa
  - Montia vassilievii
- genre Montiopsis
  - Montiopsis andicola
  - Montiopsis berteroana
  - Montiopsis capitata
  - Montiopsis capitata × Montiopsis trifida
  - Montiopsis cistiflora
  - Montiopsis copiapina
  - Montiopsis cumingii
  - Montiopsis demissa
  - Montiopsis gayana
  - Montiopsis gilliesii
  - Montiopsis glomerata
  - Montiopsis modesta
  - Montiopsis parviflora
  - Montiopsis potentilloides
  - Montiopsis ramosissima
  - Montiopsis sericea
  - Montiopsis trifida
  - Montiopsis umbellata
  - Montiopsis uspallatensis
- genre Parakeelya
  - Parakeelya liniflora
  - Parakeelya ptychosperma
  - Parakeelya volubilis
- genre Phemeranthus
  - Phemeranthus aurantiacus
  - Phemeranthus brevifolius
  - Phemeranthus confertiflorus
  - Phemeranthus mengesii
  - Phemeranthus multiflorus
  - Phemeranthus spinescens
  - Phemeranthus teretifolius
- genre Silvaea
  - Philippiamra pachyphylla